# Spirit of Hungary
Spirit of Hungary est un voilier monocoque de la classe Imoca, à dérives droites, destiné à la course au large. Dessiné par Nándor Fa et Attila Déry, il est mis à l'eau le 1er avril 2014. Il est barré par Nándor Fa. Racheté en 2018 par le skipper Denis Van Weynbergh, il devient Eyesea en 2019, Laboratoires de Biarritz en 2021 et D'Ieteren Group en 2023.
Il est le premier Imoca conçu par rapport à la nouvelle jauge appliquée après le Vendée Globe 2012-2013. Il est le seul Imoca lancé dans les années 2013-2022 à ne pas être doté de foils.

## Caractéristiques et développement
Premier des 60 pieds IMOCA conçus par rapport à la jauge 2013, il est imaginé en Hongrie par Nándor Fa et Attila Déry. Sa fabrication commence dans le chantier Pauger Carbon et se termine dans le chantier Fa Hajó Ltd,. Comme de nombreux IMOCA de la même époque, il est équipé d'un mât en fibre de carbone. Mais il ne s'agit pas d'un mât-aile : il reste classique, avec barres de flèche. Le voile de quille est en inox.

## Historique

### Spirit of Hungary(2014-2017)

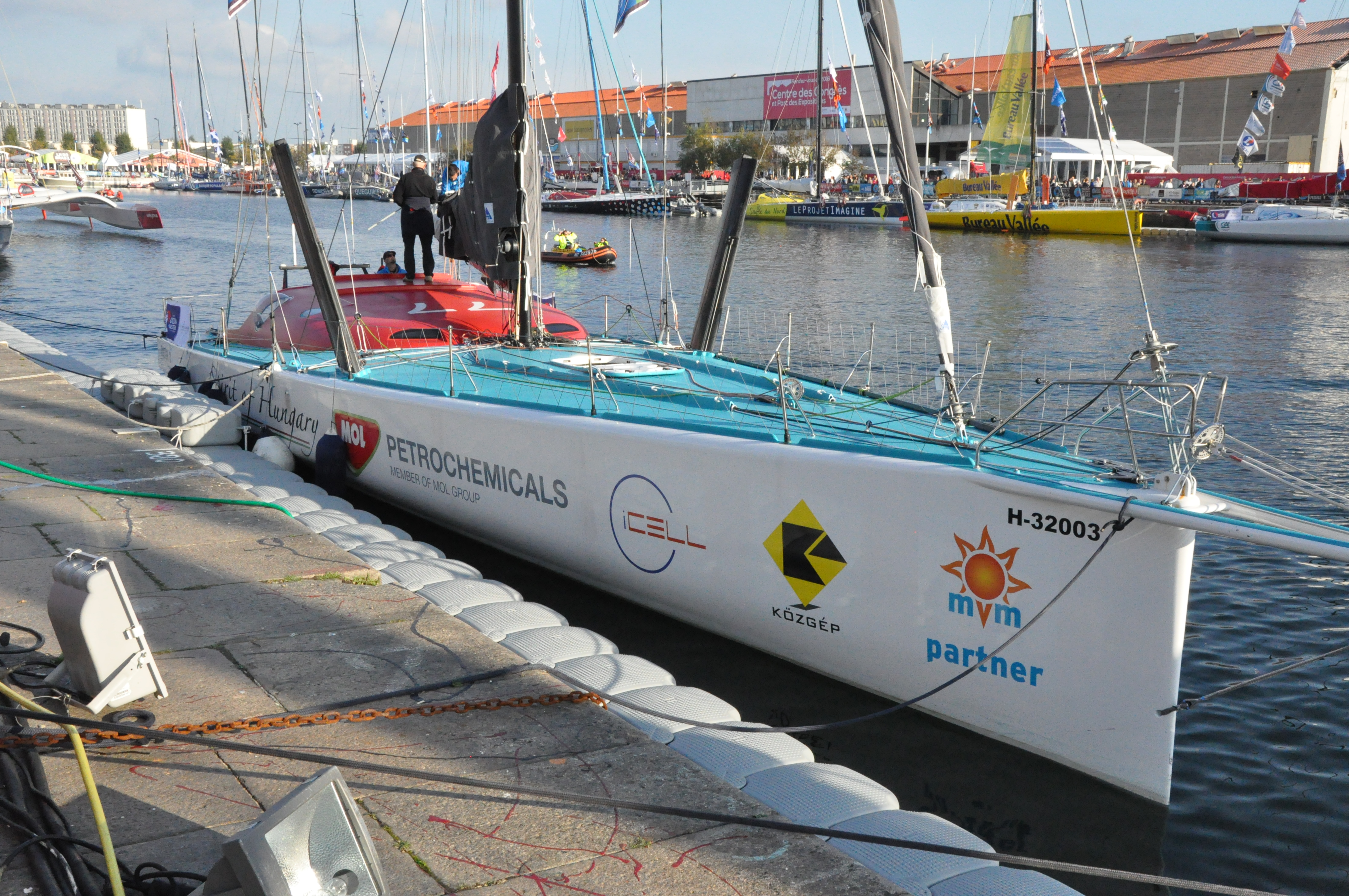
Spirt au Hungary au Havre avant la Transat Jacques-Vabre 2015.

Spirit of Hungary est mis à l'eau le 1er avril 2014 à Trieste en Italie. Le bateau est skippé par Nándor Fa et Marcell Goszleth lors de son premier convoyage entre Trieste et New York. Les deux hommes rencontrent des soucis techniques qui les obligent à s’arrêter à Gibraltar. Le bateau est inscrit à sa première course à l'occasion de la New York to Barcelona. Mais, le 3 juin, peu avant le départ, il connaît un début de délaminage de la coque, et par conséquent il ne prend pas part à la course.

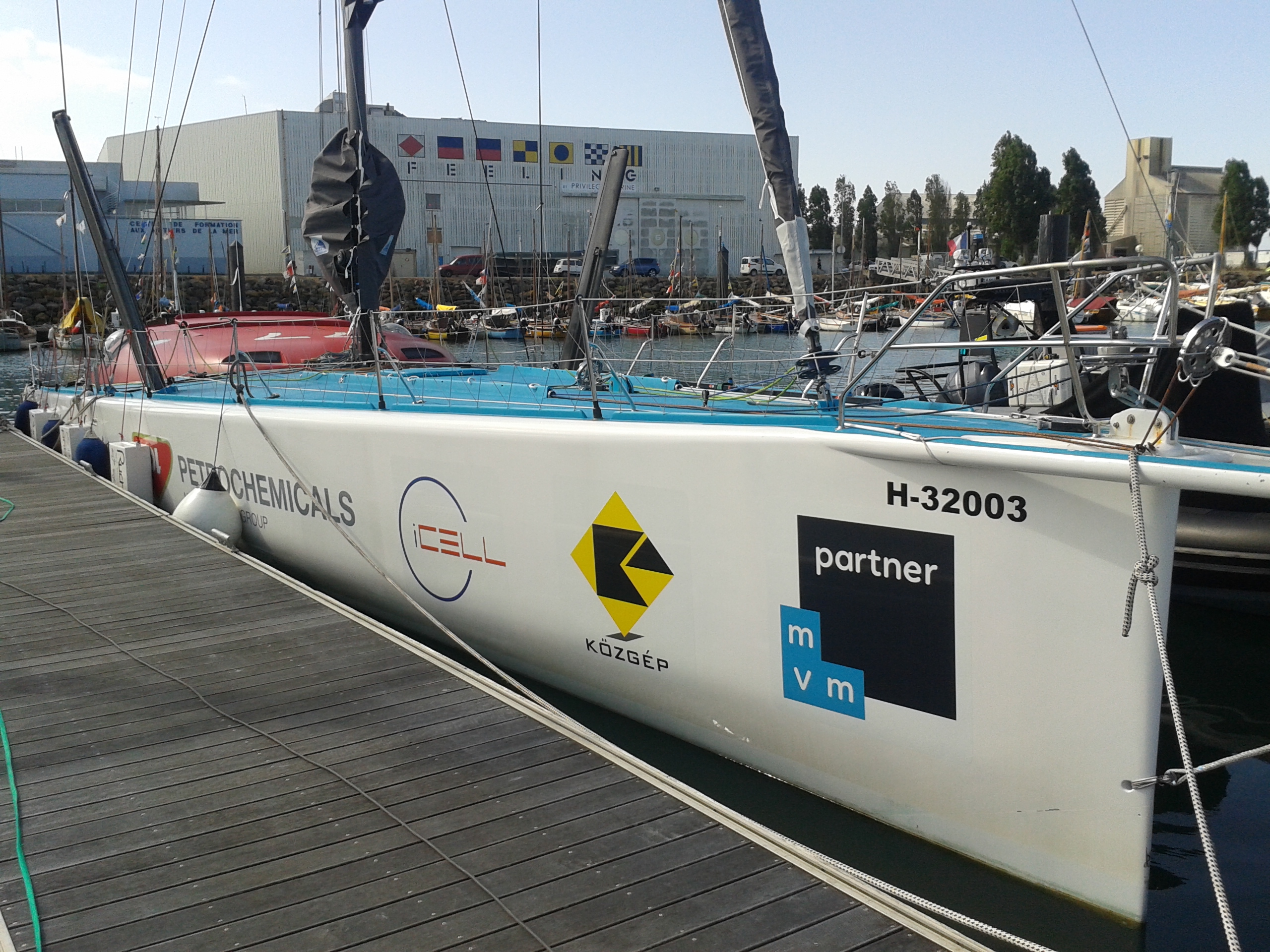
Spirit of Hungary aux Sables-d'Olonne, en août 2016.

Son skipper Nandor Fa s'exprime : « Je suis terriblement déçu de ne pas être en train de naviguer avec les autres concurrents et de devoir me retirer de cette superbe course. Depuis le début nous avons relevé le challenge d'arriver ici à temps avec un bateau entièrement neuf et nous n'avons pas eu le temps de faire tout ce qu'il y avait à faire, donc je sais que c'est la bonne décision aujourd'hui, mais cela reste une situation difficile à accepter. Je suis content d'avoir pu participer à cet événement ici à New York. Cela a donné à l'IMOCA Ocean Masters et à Spirit of Hungary une belle envergure et un cadre sur lequel construire. »

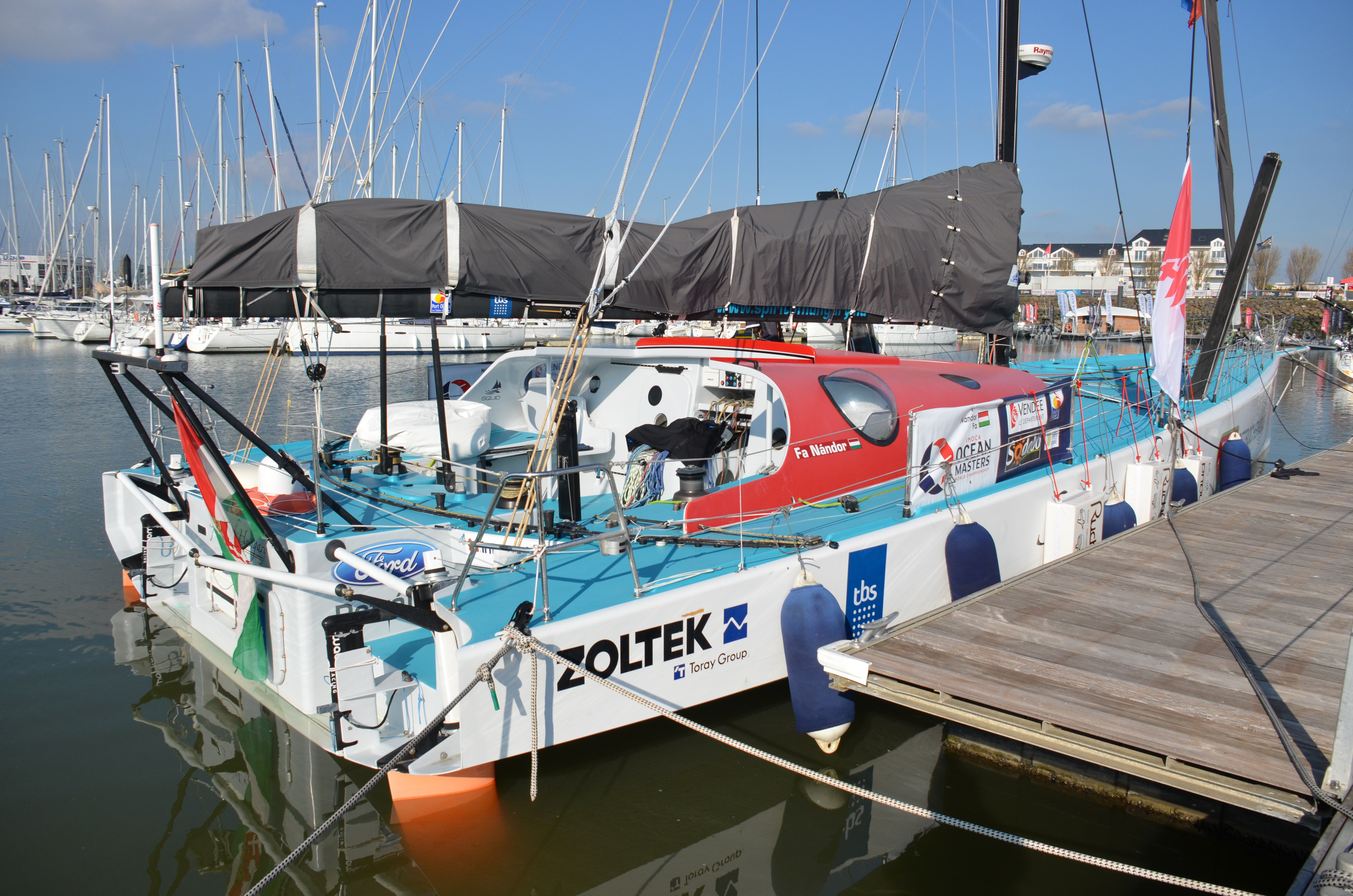
Spirit of Hungary aux Sables-d'Olonne en février 2017.

Pour son premier tour du monde, à l'occasion de la Barcelona World Race 2014-2015, Spirit of Hungary, aux mains de Nándor Fa et du Néo-Zélandais Conrad Colman, termine septième en 110 jours, 10 heures, 59 minutes et 40 secondes.
En 2015, Il prend part à la Transat Jacques-Vabre et subit un démâtage.
Avant le Vendée Globe 2016-2017, le bateau subit de nombreuses améliorations qui concernent notamment la quille et le gréement. Nándor Fa termine 8e du Vendée Globe.

### Eyesea(2019 et 2020)
En juin 2018, le bateau est acheté par le skipper belge Denis Van Weynbergh, qui a pour objectif une participation au Vendée Globe 2020-2021. Spirit of Hungary devient Eyesea. Le 9 mai 2019, barré par Van Weynbergh, il termine 17e et dernier dans la Bermudes 1000 Race. Le 3 août, mené par Van Weynbergh et Lionel Régnier, il termine 18e sur 20 Imoca dans la Fastnet Race. En janvier 2020, Van Weynbergh doit renoncer au Vendée Globe, par manque de moyens.

### Laboratoires de Biarritz(2021 et 2022)
En juillet 2021, il trouve un sponsor. Le bateau devient Laboratoires de Biarritz. Il est basé aux Sables-d'Olonne. Dans la Transat Jacques-Vabre, mené par Van Weynbergh et Tanguy Le Turquais, il finit 19e sur 22 Imoca.
En 2022, dans la Bermudes 1000 Race, il termine 21e sur 24. Dans la Vendée-Arctique-Les Sables-d'Olonne, Van Weynbergh se blesse, casse un safran, et doit abandonner à moins de 20 milles de l'arrivée. Ces déboires l'obligent à renoncer à la Route du Rhum.

### D'Ieteren Group(depuis 2023)
En février 2023, Van Weynbergh trouve un nouveau partenaire titre, la société d'investissement belge D'Ieteren Group. Le bateau devient D'Ieteren Group. Au printemps, il est utilisé pour le tournage du téléfilm Seul évoquant l'exploit d'Yves Parlier, qui avait réparé seul son mât brisé en trois morceaux dans le Vendée Globe 2000-2001. À cette occasion, le bateau de Van Weynbergh est maquillé dans les couleurs de l'Imoca de Parlier.
En juillet, D'Ieteren Group, mené par Van Weynbergh et Erwan Le Mené, est classé 27e sur 29 Imoca dans la Fastnet Race. En septembre, les deux hommes terminent 27es sur 33 dans les 48 Heures du Défi Azimut. En novembre, Van Weynbergh et Gilles Buenkenhout se classent 32es sur 40 Imoca dans la Transat Jacques-Vabre. En décembre, barré par Van Weynbergh dans le Retour à la Base, D'Ieteren Group termine 30e sur 32.
En 2024, il est 24e sur 33 Imoca dans The Transat et 27e sur 28 dans la New York-Vendée-Les Sables-d'Olonne.

## Palmarès

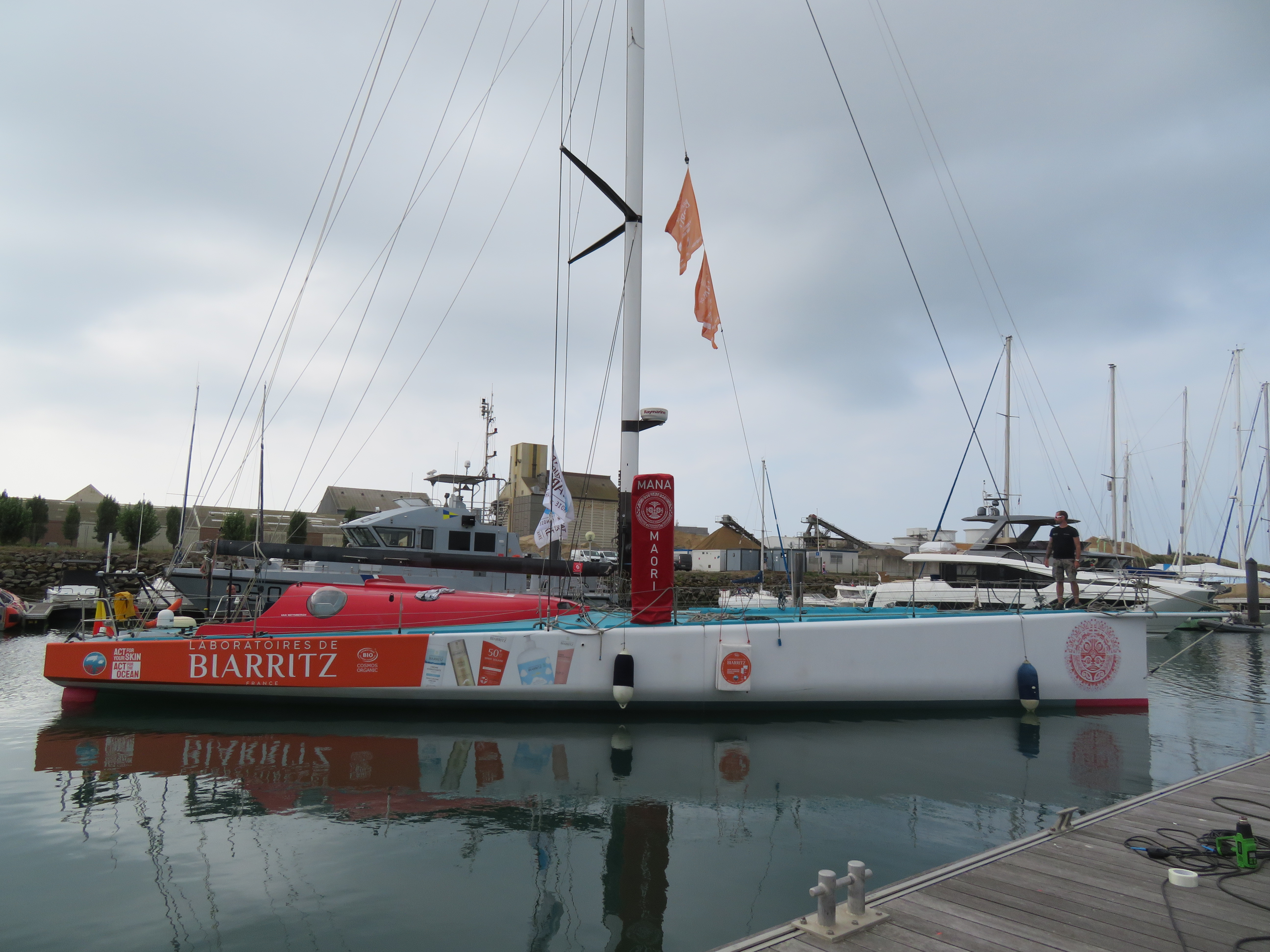
Laboratoires de Biarritz aux Sables d’Olonne en 2021.

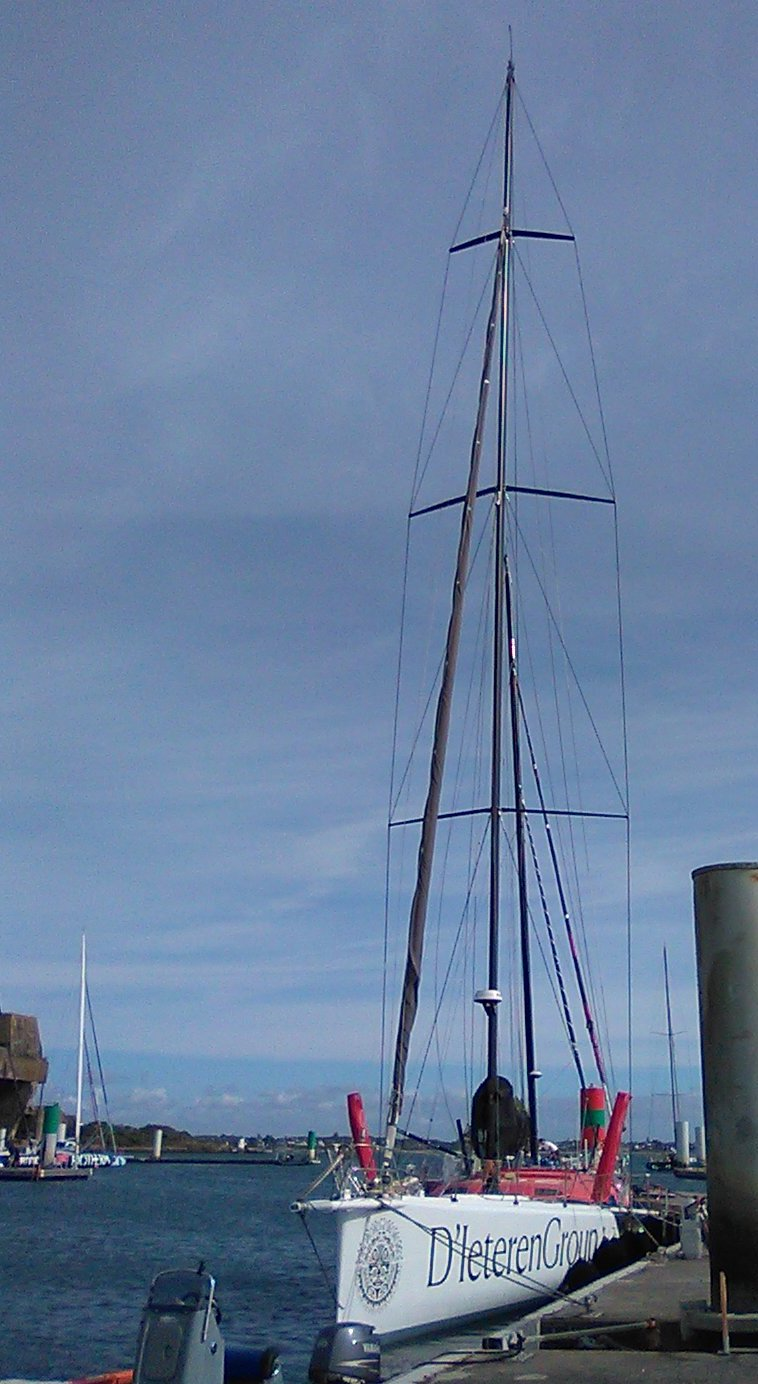
D'Ieteren Group à Lorient lors du Défi Azimut 2023.

### Spirit of Hungary, barré par Nándor Fa
- 2015
  - 7e de la Barcelona World Race, en double avec Conrad Colman
  - abandon sur la Transat Jacques-Vabre, en double avec Péter Perényi (démâtage)

- 2016-2017. 8e du Vendée Globe

### Eyesea, barré par Denis Van Weynbergh
2019
- 17e sur 17 de la Bermudes 1000 Race[8]
- 18e sur 20 Imoca, dans la Fastnet Race, en double avec Lionel Reignier[8]

### Laboratoires de Biarritz, barré par Denis Van Weynbergh
- 2021. 19e sur 22 Imoca dans la Transat Jacques-Vabre, en double avec Tanguy Le Turquais[11]

- 2022. 21e sur 24 dans la Bermudes 1000 Race[12]

### D'Ieteren Group, barré par Denis Van Weynbergh
- 2023
  - 27e sur 29 Imoca dans la Fastnet Race, en double avec Erwan Le Mené[17]
  - 27e sur 33 dans les 48 Heures du Défi Azimut en double avec Erwan Le Mené[18]
  - 32e sur 40 Imoca dans la Transat Jacques-Vabre, en double avec Gilles Buekenhout[19]
  - 30e sur 32 dans le Retour à la Base, en 13  j 14 h 35 min 53 s[20]

- 2024
  - 24e sur 33 dans The Transat[21]
  - 27e sur 28 dans la New York-Vendée-Les Sables-d'Olonne[22]